# Michelle Zatlyn

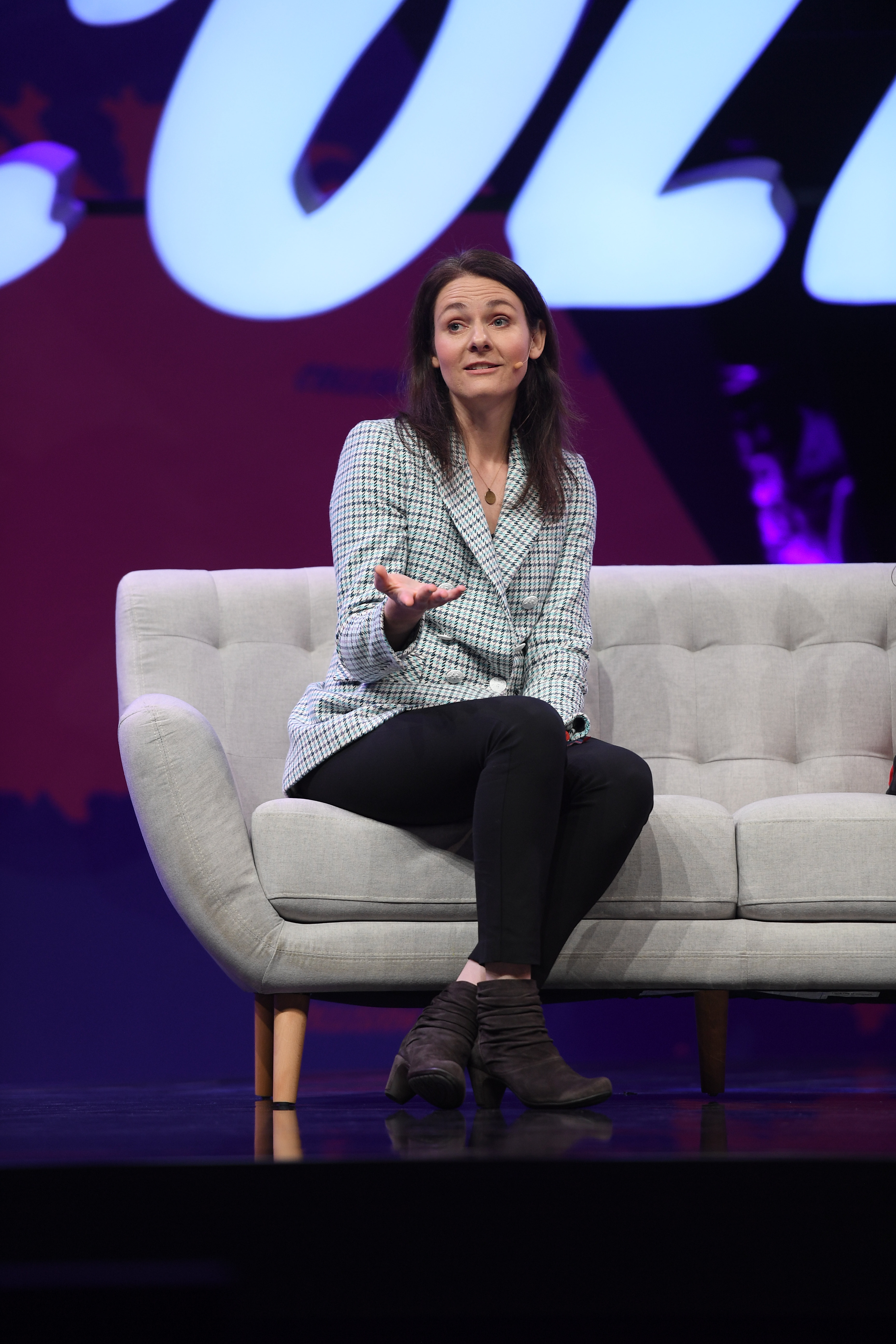
Michelle Zatlyn am 20. Mai 2019 auf der Hauptbühne während der Eröffnungsnacht von Collision 2019 im Enercare Center in Toronto, Kanada.

Michelle Zatlyn (* 1979 in Prince Albert) ist eine US-amerikanische Unternehmerin und Mitgründerin, Präsidentin sowie Chief Operating Officer des Cybersicherheitsunternehmens Cloudflare.

## Leben
Zatlyn wurde in Prince Albert (Saskatchewan), Kanada, geboren und wuchs dort auf. Sie schloss 2001 ihr Studium an der McGill University mit einem Bachelor of Science in Chemie ab und erwarb anschließend einen Master of Business Administration an der Harvard Business School. Sie ist verheiratet, hat zwei Kinder und lebt in San Francisco.

## Karriere
Nachdem sie bei Google und Toshiba gearbeitet hatte, schloss sich Zatlyn dem Startup I Love Rewards (später Achievers), einem globalen Mitarbeiterbelohnungsprogramm, an.
Im Jahr 2009 gründete Zatlyn zusammen mit ihren Kommilitonen Matthew Prince und Lee Holloway von der Harvard Business School das Unternehmen Cloudflare. Sie sitzt im Vorstand von Cloudflare und ist Präsident und COO des Unternehmens.
Seit September 2021 ist Zatlyn im Vorstand des australischen Softwareunternehmens Atlassian aktiv. Sie ist Mitglied des Cybersecurity-Teams des Aspen Institute sowie der Young Global Leaders des World Economic Forums.

## Auszeichnungen
- 2017: „40 Under 40“ vom Forbes-Magazin[8]
- 2019: „Icon of Canadian Entrepreneurship“ von C100[14]
- 2021: „50 Self-Made Women“ (2021) vom Forbes Magazin[10]